# スウェーデン社会民主労働者党
スウェーデン社会民主労働者党（スウェーデンしゃかいみんしゅろうどうしゃとう、スウェーデン語: Sveriges socialdemokratiska arbetareparti、略称: SAP、俗称: Socialdemokraterna）は、スウェーデンの政党。社会民主主義を掲げる中道左派政党である。
現在同国最大野党。スウェーデンでは最も古い政党で、進歩同盟に加盟している。また、2017年まで社会主義インターナショナルに加盟していた。

## 歴史

### 創党と選挙戦
1889年4月に、ストックホルムで結党。1880年代の労働組合創設と、オーガスト・パームが主導した1882年にマルメ、1885年にストックホルムで創刊された社会主義新聞が結党に重要なきっかけになる。
結党初期はドイツ社会民主党から大きな影響を受け、初期の綱領は社民党のゴータ綱領とエアフルト綱領をモデルとしたものとなっている。
1896年に、ヤルマール・ブランティングが自由党の援助により、初めて社会民主労働党所属の議員として議会に進出した。1911年には共和制導入を党是のひとつに掲げるようになる。
1917年に、自由党との連立政権に参画するが、同年に改革的指導部と急進左翼の間の党内紛争により、急進左翼が党を追い出される形となり、現在の左翼党の前身となる社会民主左派党を結党する。1920年に普通選挙権と女性参政権が確保されると同時に連立を解消、単独政権を樹立し、選挙で樹立された最初の社会主義政権となった。以後、今日に至るまでほとんどの期間、政権を担いつづけている、スウェーデンの優位政党である｡

### 第二次世界大戦以前～戦中
社会民主労働党政権はスウェーデンモデルと呼ばれる福祉国家を築き上げてきた。一時期、党内では急進化が起きて、生産手段の国有化を主張する声が大きくなったが、経済危機と大量失業、ファシズムの圧力により、国有化政策の実現は凍結される事となった。世界恐慌が飛び火した1930年代には、1932年の選挙後に農民同盟の支持によりペール・アルビン・ハンソンを首相とする政権が構成された。ハンソン政権はケインズ主義に先駆けた財政政策を行い、リクスバンクの物価を目標にしたリフレーション政策にも押されて恐慌を日本と並んで最速で脱出し、国民の家をシンボルに福祉国家の形成に着手した。1936年に第2期ハンソン政権が成立すると、両政党間の連携は更に深いものとなり、議会の安定的な支持によって、積極的に社会福祉政策を取り入れることができた。
第二次世界大戦では奇跡的に中立を維持したものの、福祉政策の実行は一定の制約を受けるようになる。そして戦時体制の確立や経済問題解決の為に、3党の主要政党が参加する挙国一致内閣が構成された。その間にも、普遍主義的福祉政策を完成させ、その支持基盤を盤石なものとした。

### 戦後
社会民主労働党の長期政権を通じて、完全雇用政策と第二次世界大戦以前に企画した本格的な福祉国家の実現が可能となり、1968年には、戦後最高となる50%以上の得票率を獲得した。しかし、スウェーデン経済は1970年代には行き詰まりを見せ、1971年の憲法改正とオイルショックの後に経済問題、原子力発電所論争等から党に対する逆風が強くなり、1976年には、42年ぶりに下野する事になった。
政権を譲り渡した6年後の1982年に再び政権の座に就いたが、オロフ・パルメ首相が1986年に暗殺され、党内は混乱した。後任の首相になったイングヴァール・カールソンは、1990年に30年ぶりの最大経済危機に直面して賃金凍結やストライキの禁止等を提案するようになる事態に直面する。また、東西冷戦崩壊のあおりを受けた事もあり、翌1991年に社会民主労働党は大敗して、保守の穏健党を中心とする中道右派連合に政権を譲り渡した。しかし、穏健党が経済運営に失敗し通貨危機をもたらしたため、1994年に早くも政権を奪還し、バブル経済崩壊の早期収拾に成功した。同年に、党指導部が主に賛成したEU加入を決定する問題により、一時党が分裂したが、加入決定後はEU問題に関する議論が起こる事は殆ど無かった。EUの中でのスウェーデン型福祉国家の建て直しを模索し続けている。
しかし近年のスウェーデンでは、中道右派の穏健党や自由党がリバタリアニズムを捨てて福祉国家擁護の立場に転じたことにより、経済政策面では社会民主労働党を中心とする中道左派と穏健党を中心とする中道右派の違いがほとんどなくなっている。このような事情を背景に、2006年9月の総選挙で、社会民主労働党は穏健党を中心とした中道右派連合に敗北。12年ぶりに下野する事になった。2010年9月の総選挙では、野党として総選挙に臨んだが113議席にとどまり、再び中道右派連合に敗北。総選挙では初めて連敗し、また戦後最低の議席となった。その後2014年9月の総選挙において、社会民主労働党中心の中道左派連合が158議席を獲得して8年ぶりに政権に返り咲いた。
政権復帰後はステファン・ロベーンが首相に就任し、長期間政権を担当したが、2020年の新型コロナウイルス（COVID-19）の全世界的規模での感染拡大においては、他の欧州諸国のように厳格なロックダウンを実施せず、マスク着用の義務化すら行わないなど、通常の経済活動を継続しつつ集団免疫獲得を目指したが、スカンジナビア諸国の中では突出して大きな被害を出す結果となり、国王カール16世グスタフが政府のコロナ対策は失敗だったと言及するに至った。2021年には新築アパートの家賃統制緩和計画をめぐって閣外協力の関係にあった左翼党の離反を招き、内閣不信任決議が可決された。その後ロベーンは首相を辞任し、同年11月に財務相であったマグダレナ・アンデションがスウェーデン初の女性として首相に就いた。
2022年9月11日に行われた総選挙では移民問題、高騰する光熱費などが争点となり、穏健党、スウェーデン民主党、キリスト教民主党、自由党の右派陣営が僅差で勝利し、アンデションは敗北を認めて首相辞意を表明した。後任首相には穏健党党首のウルフ・クリステルソンが就任し、社会民主労働党は再び下野した。

## 歴代党首経験者
- ヤルマール・ブランティング　Hjalmar Branting (1920年, 1921年-1923年, 1924年-1925年)
- リッカルド・サンドラー　Rickard Sandler (1925年-1926年)
- ペール・アルビン・ハンソン　Per Albin Hansson (1932年-1936年, 1936年-1946年)
- ターゲ・エルランデル（英語版）　Tage Erlander (1946年-1969年)
- オロフ・パルメ　Olof Palme　(1969年-1976年, 1982年-1986年)
- イングヴァール・カールソン　Ingvar Carlsson (1986年-1991年, 1994年-1996年)
- ヨーラン・ペーション　Göran Persson (1996年-2007年)
- モナ・サーリン Mona Sahlin (2007年-2011年)
- ホーカン・ユーホルト（英語版） Håkan Juholt (2011年-2012年)
- ステファン・ロベーン Stefan Löfven (2012年-2021年)
- マグダレナ・アンデション Magdalena Andersson (2021年-)